# Imani Williams
Imani Williams (* 10. Dezember 1999) ist eine britische Sängerin und Songwriterin.

## Werdegang
Sie begann im Alter von acht Jahren mit dem Tanzen und zwei Jahre später mit dem Songschreiben. Sie besuchte die BRIT School in London.
Williams’ Tanzlehrer machte sie mit Musikmanagern bekannt und als sie 15 Jahre alt war, unterschrieb sie einen Plattenvertrag. Sie hatte zunächst ein Featuring in Sigalas Tropical-House-Lied Say You Do, das am 18. März 2016 herauskam. Es erreichte die Spitzenposition in den UK Dance Charts und gelangte in den UK Single Charts auf den 5. Platz. Es erlangte dort zudem Platin-Status. Williams war am Songwriting beteiligt, singt den Song und steht im Mittelpunkt des Musikvideos, das auf Jamaika aufgenommen wurde. Später ging sie mit Sigala auf Tour.
Am 1. Juli 2016 erschien Williams’ Debütsingle Don’t Need No Money bei Sony Music Entertainment. Der Song featured Sigala und das House-Duo Blonde. Er erreichte unter anderem Platz 67 der UK Charts.
Einen weiteren Tropical-House-Gesangspart hatte Williams 2017 in Mike Perrys Lied Body To Body. Die Single erreichte in Perrys Heimatland Schweden Gold-Status.
Am 17. August 2018 veröffentlichte Sony unter dem Titel Dumb eine zweite Single von Williams, mit Featurings von Tiggs Da Author und Belly Squad. Dabei handelt es sich um ein Sampling von The 411 gleichnamigen Song aus dem Jahr 2003, das davon handelt, wie man Jungs am besten verlässt. Musikalisch weicht das Lied von ihrem bisherigen Stil ab und geht laut eigenen Angaben in eine Richtung, die ihr persönlich mehr entspricht.